# ジョリス・ニャニョン
ジョリス・ニャニョン（Joris Gnagnon 、1997年1月13日 - ）は、フランス・ボンディ出身のプロサッカー選手。ポジションはDF（センターバック）。

## 経歴
2016年1月16日、トロワAC戦でレンヌデビューを果たす。
2018年7月25日、セビージャFCに5年契約で移籍。
2021年9月21日、プロ意識の欠如によりセビージャFCとの契約を解除。
2022年1月21日、ASサンテティエンヌとシーズン終了までの契約を結んだ。

### 代表
国籍は当初、コートジボワールを選択し、2017年5月19日にはA代表に召集された。しかし試合にはこれまで一度も出場していないうえ、ニャニョン自身もフランス代表で戦うことを否定しなかった。2018年5月にフランスU-21代表に召集され、スイスU-21代表戦に出場した。